# Swashbuckler
Swashbuckler est un jeu vidéo de combat développé par Paul Stephenson et publié par Datamost en 1982 sur Apple II. Le joueur incarne un combattant, armé d’une épée, qui tente de s’échapper de la cale du navire dans lequel il est emprisonné. Pour cela, il doit affronter des pirates de plus en plus forts. Chaque pirate utilise des techniques de combats et des armes (poings, épée, gourdin…) différentes. En plus des pirates, il doit également faire attention aux animaux (scorpions, rats, araignées…) qui rampent sur le sol et tentent de le blesser ou de le tuer,. Le joueur contrôle son personnage à l’aide du clavier. Trois touches lui permettent de le faire se déplacer, vers la droite ou la gauche, ou se retourner. Cinq autres touches lui permettent d’utiliser son épée pour attaquer, faire une feinte, rester en garde ou parer en haut ou en bas,.